# Spotify
Spotify (/ˈspɒtɪfaɪ/; tiếng Thụy Điển: [ˈspɔ̂tːɪfaj]) là một nhà cung cấp phát thanh và dịch vụ truyền thông Thụy Điển được thành lập vào ngày 23 tháng 4 năm 2006 bởi Daniel Ek và Martin Lorentzon. Đây là một trong những nhà cung cấp dịch vụ phát nhạc trực tuyến lớn nhất, với hơn 551 triệu người dùng hoạt động hàng tháng, bao gồm 220 triệu người đăng ký trả phí, tính đến tháng 6 năm 2023. Spotify được niêm yết (thông qua tổng công ty có trụ sở tại Thành phố Luxembourg, Spotify Technology S.A.) trên Sở Giao dịch Chứng khoán New York dưới dạng các biên nhận lưu ký Mỹ.
Spotify cung cấp nội dung âm thanh được ghi hạn chế bản quyền kỹ thuật số, bao gồm hơn 100 triệu bài hát và năm triệu podcast, từ các hãng thu âm và công ty truyền thông. Là dịch vụ freemium, các tính năng cơ bản được cung cấp miễn phí kèm theo quảng cáo và khả năng kiểm soát hạn chế, trong khi các tính năng bổ sung, chẳng hạn như nghe ngoại tuyến và nghe không có quảng cáo, được cung cấp thông qua đăng ký trả phí. Người dùng có thể tìm kiếm nhạc dựa trên nghệ sĩ, album hoặc thể loại và có thể tạo, chỉnh sửa và chia sẻ danh sách phát.
Spotify có mặt ở hầu hết Châu Âu, cũng như Châu Phi, Châu Mỹ, Châu Á và Châu Đại Dương, với tổng số lượng có mặt ở 184 thị trường. Người dùng và người đăng ký của nó chủ yếu ở Mỹ và Châu Âu, chiếm khoảng 53% người dùng và 67% doanh thu. Nó không có sự hiện diện ở Trung Quốc đại lục, nơi thị trường bị thống trị bởi QQ Music. Dịch vụ này có sẵn trên hầu hết các thiết bị, bao gồm Windows, macOS, và các máy tính Linux, iOS và điện thoại thông minh và máy tính bảng Android, các thiết bị nhà thông minh như các dòng sản phẩm của Amazon Echo và Google Nest, và những máy xem phương tiện kỹ thuật số như Roku.
Không giống như doanh số bán hàng vật lý hoặc lượt tải xuống, trả cho nghệ sĩ một mức giá cố định cho mỗi bài hát hoặc album được bán, Spotify trả tiền bản quyền dựa trên số lượt phát trực tiếp của nghệ sĩ dưới dạng tỷ lệ trên tổng số bài hát được phát trực tuyến. Nó phân phối khoảng 70% tổng doanh thu của mình cho chủ sở hữu bản quyền (thường là các hãng thu âm), sau đó họ trả tiền cho nghệ sĩ dựa trên thỏa thuận cá nhân.

## Lịch sử

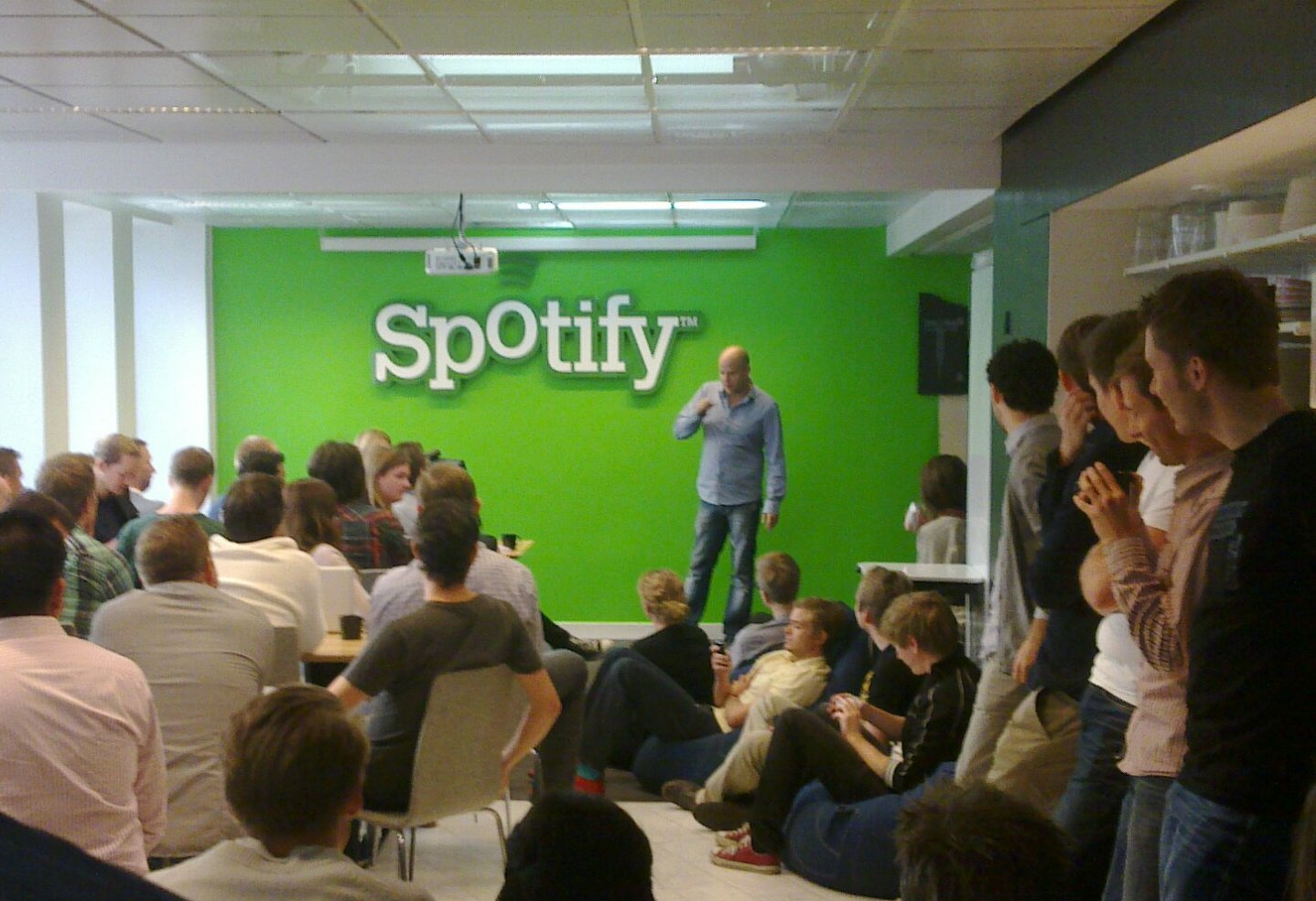
Daniel Ek phát biểu với nhân viên Spotify năm 2010

Spotify được thành lập năm 2006 tại Stockholm, Thụy Điển, bởi Daniel Ek, cựu CTO của Stardoll và Martin Lorentzon, đồng sáng lập của Tradedoubler. Theo Ek, tên công ty ban đầu bị nghe nhầm từ cái tên mà Lorentzon hét lên. Sau đó họ hình thành một portmanteau của "spot" và "identify".

### Ra mắt quốc tế sớm

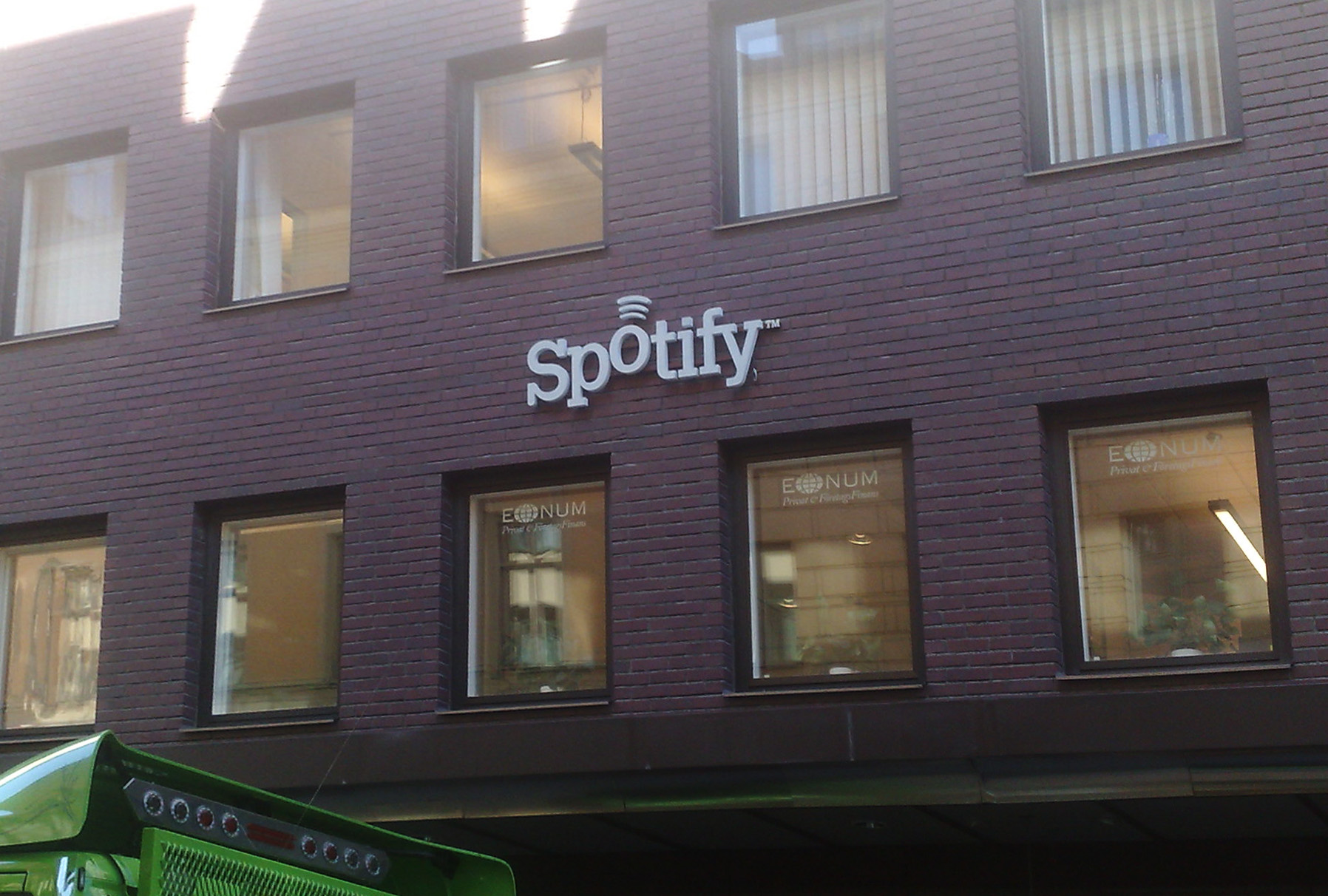
Trụ sở cũ của Spotify ở Stockholm

Vào tháng 2 năm 2010, Spotify đã mở đăng ký công khai cho cấp dịch vụ miễn phí tại Vương quốc Anh. Số lượt đăng ký tăng vọt sau khi phát hành dịch vụ di động, khiến Spotify phải tạm dừng đăng ký dịch vụ miễn phí vào tháng 9, đưa Vương quốc Anh trở lại chính sách chỉ dành cho người được mời.
Spotify ra mắt tại Hoa Kỳ vào tháng 7 năm 2011 và cung cấp thời gian dùng thử kéo dài sáu tháng, có hỗ trợ quảng cáo, trong thời gian đó người dùng mới có thể nghe miễn phí số lượng nhạc không giới hạn. Vào tháng 1 năm 2012, thời gian dùng thử miễn phí bắt đầu hết hạn, giới hạn người dùng chỉ được phát trực tuyến 10 giờ mỗi tháng và 5 lượt phát cho mỗi bài hát. Sử dụng tính năng phát trực tuyến trên PC, cấu trúc tương tự như cấu trúc được sử dụng ngày nay cho phép người nghe phát các bài hát một cách thoải mái nhưng có quảng cáo cứ sau 4–7 bài hát tùy thuộc vào thời lượng nghe. Cuối năm đó, vào tháng 3, Spotify đã xóa bỏ vô thời hạn mọi giới hạn đối với cấp dịch vụ miễn phí, bao gồm cả thiết bị di động.
Vào tháng 4 năm 2016, Ek và Lorentzon đã viết một bức thư ngỏ tới các chính trị gia Thụy Điển, yêu cầu hành động trong ba lĩnh vực mà họ cho rằng đã cản trở khả năng tuyển dụng nhân tài hàng đầu của công ty khi Spotify phát triển, bao gồm khả năng tiếp cận nhà ở linh hoạt, giáo dục tốt hơn trong lĩnh vực lập trình và phát triển, và quyền chọn cổ phiếu. Ek và Lorentzon viết rằng để tiếp tục cạnh tranh trong nền kinh tế toàn cầu, các chính trị gia cần phải ứng phó bằng các chính sách mới, nếu không, hàng nghìn việc làm trên Spotify sẽ chuyển từ Thụy Điển sang Hoa Kỳ.
Vào tháng 2 năm 2017, Spotify đã công bố mở rộng hoạt động tại Hoa Kỳ tại Lower Manhattan, Thành phố New York, tại 4 World Trade Center, thêm khoảng 1.000 việc làm mới và giữ lại 832 vị trí hiện có. Trụ sở chính của công ty tại Hoa Kỳ được đặt tại Quận Flatiron của Thành phố New York.
Vào ngày 14 tháng 11 năm 2018, công ty đã công bố tổng cộng 13 thị trường mới ở khu vực MENA, bao gồm việc thành lập một trung tâm Ả Rập mới và hàng loạt danh sách phát.

## Nền tảng

Spotify logo 2008–2012.
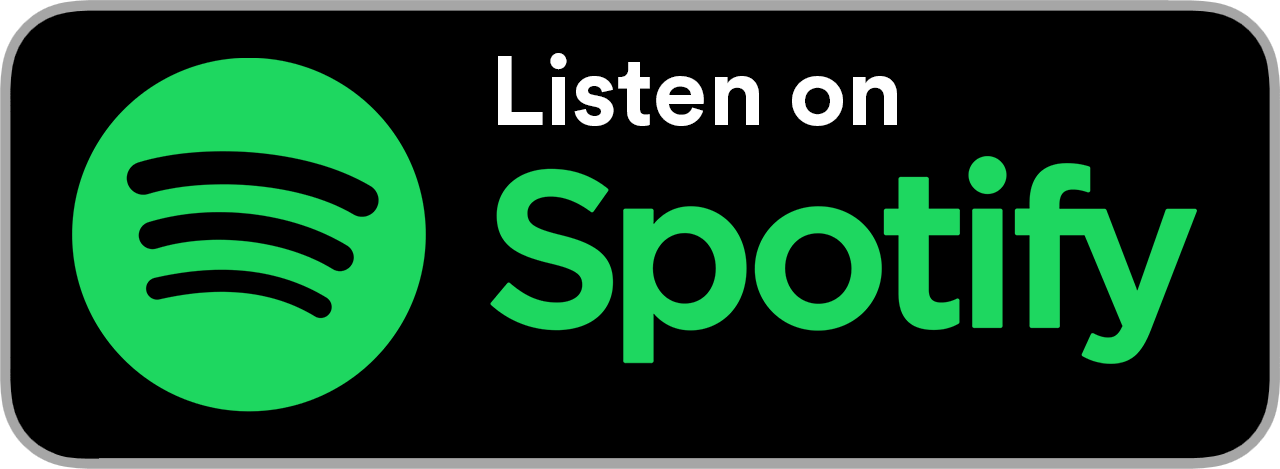
Logo hiện tại của Spotify

Spotify có sẵn trên Windows, macOS, Android, iOS, iPadOS cho smartphones và máy tính bảng, và phiên bản không chính thức cho hệ điều hành Linux. Tháng 6 năm 2017, Spotify có sẵn ứng dụng trên Windows Store.

## Phạm vi hoạt động
Công ty được thành lập tại Luxembourg với tên gọi Spotify Technology S.A., và có trụ sở tại Stockholm, Thụy Điển, với văn phòng tại 16 quốc gia trên thế giới. Sau khi cuộc tấn công của Nga vào Ukraine, Spotify tạm thời đóng cửa văn phòng tại Nga và đình chỉ vô thời hạn cả dịch vụ cao cấp và miễn phí trong nước.
| Lịch sử mở rộng      | Lịch sử mở rộng | Lịch sử mở rộng      |
| Ngày                 | Quốc gia/vùng lãnh thổ | Tham khảo            |
| -------------------- | --- | -------------------- |
| 7 tháng 10 năm 2008  | - Thụy Điển - Phần Lan - Pháp - Na Uy - Tây Ban Nha | [ 32 ]               |
| 10 tháng 2 năm 2009  | - Vương quốc Anh |                      |
| 18 tháng 5 năm 2010  | - Hà Lan |                      |
| 14 tháng 7 năm 2011  | - Hoa Kỳ | [ 33 ]               |
| 12 tháng 10 năm 2011 | - Đan Mạch | [ 34 ] [ 35 ]        |
| 15 tháng 11 năm 2011 | - Áo |                      |
| 16 tháng 11 năm 2011 | - Bỉ - Thụy Sĩ |                      |
| 13 tháng 3 năm 2012  | - Đức | [ 36 ]               |
| 22 tháng 5 năm 2012  | - Úc - New Zealand | [ 37 ] [ 38 ]        |
| 13 tháng 11 năm 2012 | - Andorra - Ireland - Liechtenstein - Luxembourg - Monaco | [ 39 ] [ 40 ] [ 41 ] |
| 12 tháng 2 năm 2013  | - Ý - Ba Lan - Bồ Đào Nha |                      |
| 16 tháng 4 năm 2013  | - Estonia - Hong Kong - Iceland - Latvia - Lithuania - Malaysia - México - Singapore | [ 42 ]               |
| 24 tháng 9 năm 2013  | - Argentina - Hy Lạp - Đài Loan - Thổ Nhĩ Kỳ | [ 43 ]               |
| 12 tháng 12 năm 2013 | - Bolivia - Bulgaria - Chile - Colombia - Costa Rica - Cộng hòa Síp - Cộng hòa Séc - Cộng hòa Dominica - Ecuador - El Salvador - Guatemala - Honduras - Hungary - Malta - Nicaragua - Panama - Paraguay - Peru - Slovakia - Uruguay | [ 44 ]               |
| 8 tháng 4 năm 2014   | - Philippines |                      |
| 28 tháng 5 năm 2014  | - Brasil |                      |
| 30 tháng 9 năm 2014  | - Canada |                      |
| 30 tháng 3 năm 2016  | - Indonesia | [ 45 ]               |
| 29 tháng 9 năm 2016  | - Nhật Bản |                      |
| 22 tháng 8 năm 2017  | - Thái Lan | [ 46 ] [ 47 ]        |
| 13 tháng 3 năm 2018  | - Israel - România - Nam Phi - Việt Nam |                      |

Các quốc gia nơi Spotify có sẵn

| 13 tháng 11 năm 2018 | - Algérie - Bahrain - Ai Cập - Jordan - Kuwait - Lebanon - Maroc - Oman - Palestine - Qatar - Ả Rập Xê Út - Tunisia - Các Tiểu vương quốc Ả Rập Thống nhất | [ 48 ] [ 49 ]        |
| 26 tháng 2 năm 2019  | - Ấn Độ | [ 50 ]               |
| 14 tháng 7 năm 2020  | - Albania - Belarus - Bosnia và Herzegovina - Croatia - Kazakhstan - Kosovo - Moldova - Montenegro - Bắc Macedonia - Nga (Tạm dừng vào ngày 25 tháng 3 năm 2022 cho đến khi có thông báo mới) - Serbia - Slovenia - Ukraine | [ 51 ]               |
| 1 tháng 2 năm 2021   | - Hàn Quốc | [ 52 ]               |
| 23 tháng 2 năm 2021  | - Bangladesh - Ghana - Kenya - Nigeria - Pakistan - Sri Lanka - Tanzania - Uganda | [ 53 ] [ 54 ]        |
| 24 tháng 2 năm 2021  | - Antigua và Barbuda - Armenia - Bahamas - Barbados - Belize - Bermuda - Bhutan - Botswana - Burkina Faso - Cabo Verde - Curaçao - Dominica - Đông Timor - Fiji - Gambia - Georgia - Grenada - Guinea-Bissau - Guyana - Haiti - Jamaica - Kiribati - Lesotho - Liberia - Malawi - Maldives - Mali - Quần đảo Marshall - Micronesia - Namibia - Nauru - Niger - Palau - Papua New Guinea - Samoa - San Marino - São Tomé và Príncipe - Sénégal - Seychelles - Sierra Leone - Quần đảo Solomon - Bản mẫu:Country data St. Kitts and Nevis St. Kitts và Nevis - St. Lucia - Bản mẫu:Country data St. Vincent and the Grenadines St. Vincent và Grenadines - Suriname - Tonga - Trinidad và Tobago - Tuvalu - Vanuatu | [ 54 ]               |
| 25 tháng 2 năm 2021  | - Azerbaijan - Brunei - Burundi - Campuchia - Cameroon - Chad - Comoros - Guinea Xích Đạo - Eswatini - Gabon - Guinea - Kyrgyzstan - Lào - Macau - Mauritania - Mongolia - Nepal - Rwanda - Togo - Uzbekistan - Zimbabwe | [ 54 ]               |
| 16 tháng 3 năm 2021  | - Angola - Benin - Djibouti - Bờ Biển Ngà - Madagascar - Mauritius - Mozambique - Zambia | [ 54 ]               |
| 29 tháng 9 năm 2021  | - Anguilla - Aruba - Bonaire - Quần đảo Virgin thuộc Anh - Quần đảo Cayman - Guiana thuộc Pháp - Guadeloupe - Martinique - Montserrat - Saba - Saint Barthélemy - Saint Martin - Sint Eustatius - Sint Maarten - Quần đảo Turks và Caicos | [ 55 ]               |
| 16 tháng 11 năm 2021 | - Cộng hòa Dân chủ Congo - Iraq - Libya - Cộng hòa Congo - Tajikistan - Venezuela | [ 56 ]               |
| 22 tháng 12 năm 2022 | - Ethiopia | [ 57 ]               |

## Tài trợ
- Barcelona[58]
- Barcelona Femení

## Giải thưởng
Vào tháng 9 năm 2010, Diễn đàn Kinh tế thế giới (WEF) đã công bố công ty là Tiên phong công nghệ năm 2011.